# Гранаткина, Марина Валентиновна
Марина Валентиновна Гранаткина (в замужестве Гришина; 14 февраля 1937, Москва, РСФСР, СССР — 16 мая 2017, там же) — советская фигуристка, мастер спорта СССР. Чемпионка Советского Союза в парном катании. Заслуженный работник физической культуры.

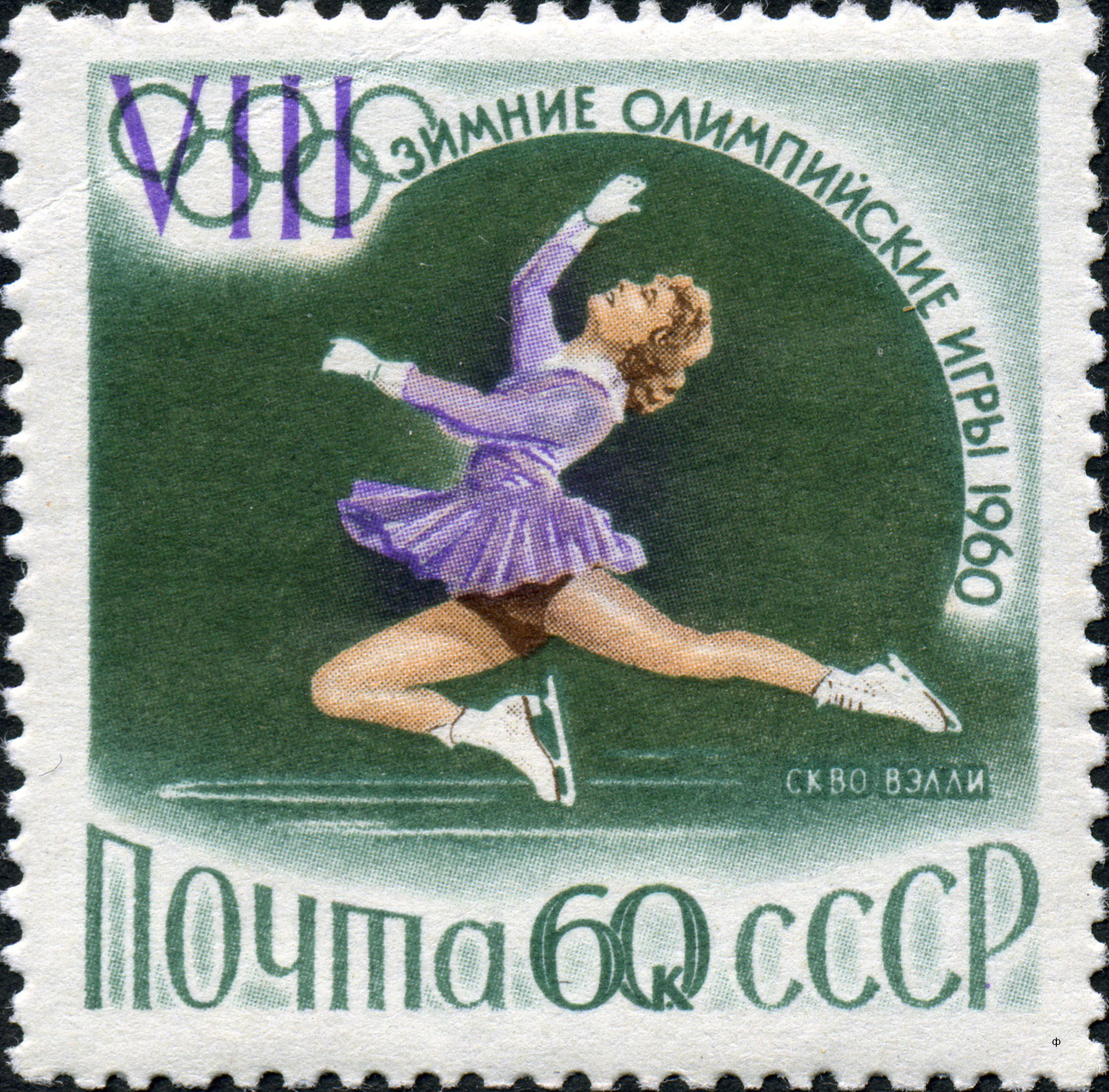
Марка СССР, посвященная зимним Олимпийским играм 1960 года. На ней изображено выступление в фигурном катании мастера спорта СССР Марии Гранаткиной, по фотографии, опубликованной в журнале «Огонёк», №5, 1956 год (источник — книга Николая Кочеткова «О чём умолчали каталоги», Москва, «Марка», 2007 год).

## Биография
Родилась в спортивной семье (отец — футболист и хоккеист Валентин Гранаткин, тётя — советская фигуристка и тренер Татьяна Толмачёва). Выступала в парном катании с Валентином Захаровым, пара тренировалась под руководством Толмачёвой. Чемпионка СССР 1952 года в парном катании. К сожалению, сразу после этого чемпионата пара распалась, партнёр принял решение выступать как одиночник, где достиг немалых успехов.
Марина попыталась также выступать в одиночном катании и дважды стала бронзовым призёром чемпионата СССР (1953 и 1954 годы)
Окончила Московское высшее техническое училище имени Баумана и Смоленский государственный институт физической культуры. Доктор педагогических наук.
Скончалась 16 мая 2017 года. Похоронена на Кунцевском кладбище в Москве.

## Личная жизнь
В 1959 году вышла замуж за известного конькобежца Евгения Гришина, родила дочь Елену. Брак закончился разводом в конце 70-х годов XX века.